# Schamanschyng
Koordinaten: 48° 24′ 0″ N, 60° 58′ 0″ O

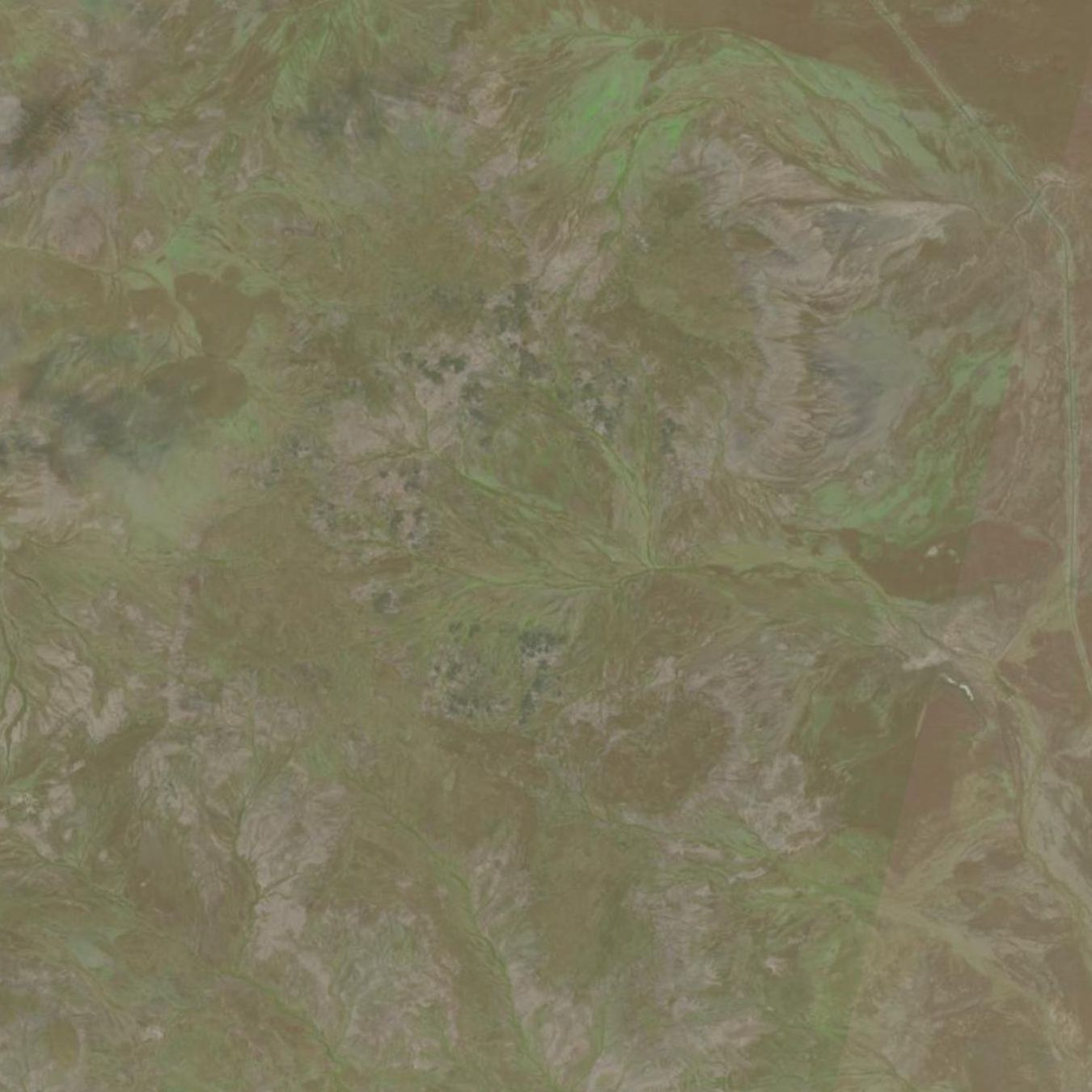
Schamanschyng im Satellitenbild

Schamanschyng (kasachisch Жаманшың; russisch Жаманшин Schamanschin, in der Literatur häufig auch mit Zhamanshin transkribiert) ist ein Einschlagkrater im Gebiet Aqtöbe, Kasachstan.
Der Durchmesser des Kraters beträgt 13 Kilometer, sein Alter wird auf 750.000 bis 1,1 Millionen Jahre geschätzt, das Einschlagereignis fand damit im Pleistozän statt. An der Erdoberfläche ist der Krater sichtbar.

## Geologie
Das Gestein im Untergrund besteht grob aus zwei geschichteten Einheiten: Eine ältere aus paläozoischen und präkambrischen Schiefern und anderen kristallinen Gesteinen wird von 150 bis 200 Meter mächtigen Sedimenten der Kreide bzw. des Tertiärs überlagert.
Durch den Einschlag des Impaktors wurde diese Lagerung bis in eine Tiefe von ca. 600 Metern gestört. Ein innerer Krater mit einem Durchmesser von etwa 5,5 km Durchmesser ist mit einer allochthonen Impaktbrezie gefüllt, die wiederum von Sedimenten eines nach dem Einschlag entstandenen Sees von bis zu 100 m Mächtigkeit überlagert wird. Der äußere Bereich des Kraters ist flacher und nur in den jüngeren Sedimentgesteinen ausgebildet. In den Quarzkörnern der kristallinen Gesteine finden sich planare Deformationslamellen sowie Coesit.
Der Krater ist bekannt für das häufige Auftreten von Impaktgläsern und Impaktschmelzgesteinen, wobei letztere im Bereich des inneren Kraters in bis zu metergroßen Blöcken gefunden werden. Impaktgläser mit aerodynamischer Formgebung finden sich in einem Gebiet südlich des Kraters. Diese Gläser sind auch als „Zhamanshinite“ in der Literatur bekannt. Ein zweiter Typ von Impaktgläsern zeigt eine geschichtete Struktur und wurde als „Irghizit“ bezeichnet.